# B68 Toftir
B68 Toftir (pełna nazwa: Tofta Ítróttarfelag) – półprofesjonalny klub piłkarski, pochodzący z Wysp Owczych. Został założony w 1962 roku. Mecze tego klubu odbywają się na stadionie Svangaskarð, do 2000 największym na archipelagu, mogącym pomieścić ponad 7 000 ludzi.

## Historia

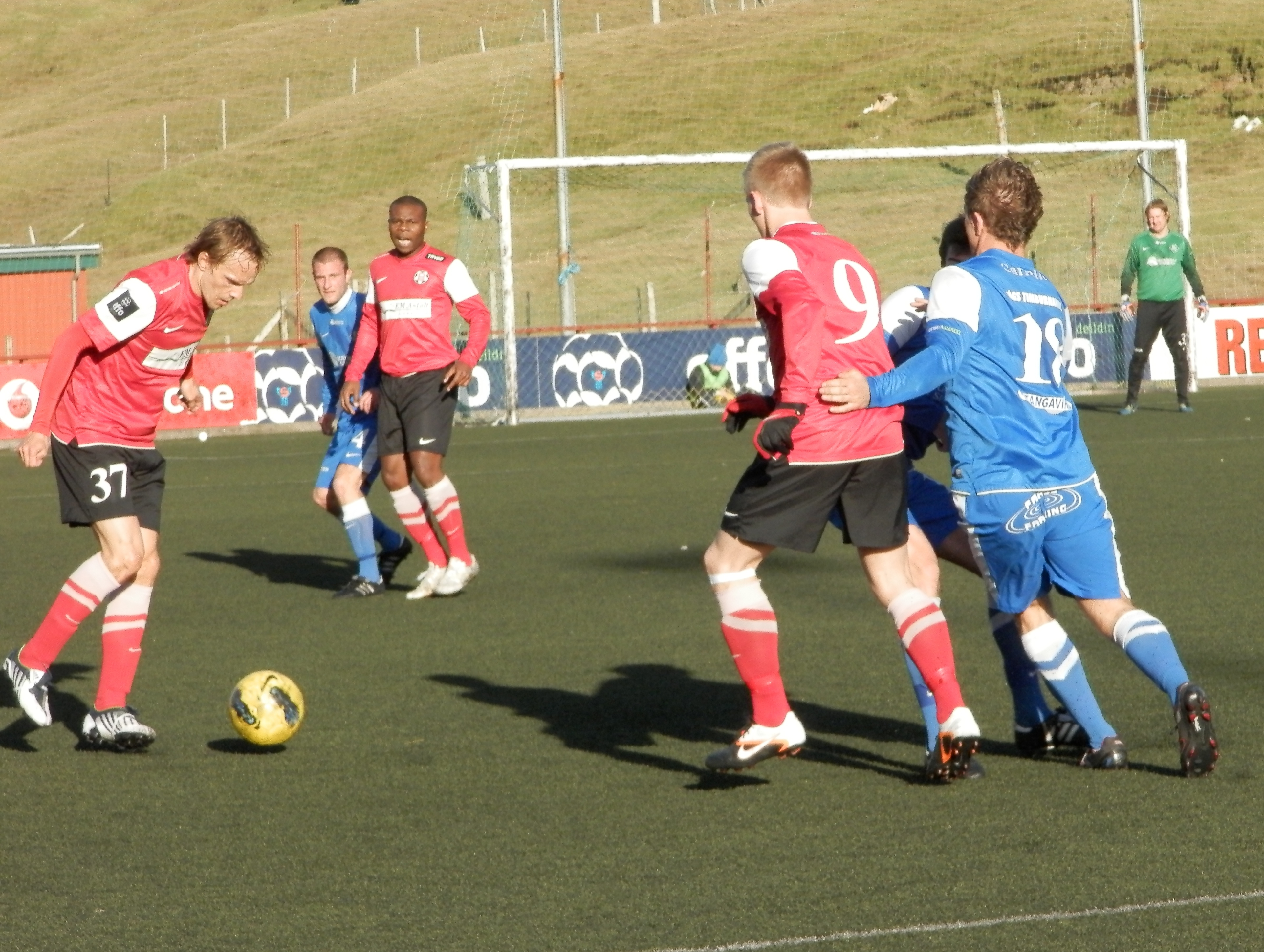
Gracze B68 Toftir podczas meczu przeciwko FC Suðuroy w 2012 roku.

Zespół B68 Toftir został założony 21 grudnia 1962 roku w Toftir. Początkowo występował on w 1.deild (wtedy 2.deild), aż do swojego pierwszego awansu w 1980 roku. W pierwszym sezonie zajął on czwarte miejsce w tabeli. W 1984 B68 Toftir zdobył pierwsze z trzech mistrzostwo archipelagu, a rok później drugie. Klub utrzymywał się w pierwszej lidze do 2004 roku, kiedy spadł do niższego poziomu rozgrywek. Następnie często awansował i spadał, by od sezonu 2016 grać ponownie w pierwszej lidze.
W rozgrywkach Pucharu Wysp Owczych klub tylko jednokrotnie doszedł do finału w roku 1995, przegrywając ostatecznie z HB Tórshavn 1:3. Zespół brał także w trwających jedynie przez dwa sezony rozgrywkach FSF-Steypið, w których finale w roku 2005 zmierzył się z B71 Sandoy, wygrywając ten mecz.
Po zajęciu wyższych miejsc w lidze zespół grał także w różnych imprezach międzynarodowych, organizowanych przez UEFA, jednak nie wygrał ani jednego meczu, a zremisował tylko raz, 23 czerwca 2001 roku w rundzie kwalifikacyjnej Pucharu Intertoto 0:0 z KSC Lokeren.

## Sukcesy

### Krajowe
- Mistrzostwa Wysp Owczych (3x): 1984, 1985, 1992
- Puchar Wysp Owczych:
  - Finalista (1x): 1995
- Mistrzostwo 1. deild (4x): 1980, 2005, 2007, 2013
- FSF-Steypið (1x): 2005

### Indywidualne
- Król strzelców (6x):
  - 1983 - Petur Hans Hansen
  - 1984 - Aksel Højgaard
  - 1986 - Jesper Wiemer
  - 1988 - Jógvan Petersen
  - 1995 - Súni Fríði Barbá
  - 2000 - Súni Fríði Barbá

- Król strzelców 1. deild (2x):
  - 2007 - Dánial Hansen
  - 2013 - Jonleif Højgaard

- Trener roku (1x):
  - 2009 - Bill McLeod Jacobsen[6]

## Poszczególne sezony
Objaśnienia:
1. Zmiana nazwy na Formuladeildin ze względu na sponsora - Formula.
2. Zmiana nazwy na Vodafonedeildin ze względu na sponsora - Vodafone.
3. Zmiana nazwy na Effodeildin ze względu na sponsora - Effo.

## Dotychczasowi trenerzy
Następujący trenerzy prowadzili dotąd klub B68 Toftir:
Stan na 1 kwietnia 2016
| Lp. | Imię i nazwisko        | Okres urzędowania | Okres urzędowania |
| --- | ---------------------- | ----------------- | ----------------- |
| 1.  | Bent Løfqvist          | 1981              | 1982              |
| 1.  | Sólbjørn Mortensen     | 1981              | 1982              |
| 2.  | Sólbjørn Mortensen     | 1982              | 1983              |
| 3.  | Valter Jensen          | 1983              | 1984              |
| 4.  | John Kramer            | 1984              | 1987              |
| 5.  | Svend Åge Strandholm   | 1987              | 1988              |
| 6.  | John Kramer            | 1988              | 1990              |
| 7.  | Kenneth Rosén          | 1990              | 1991              |
| 7.  | Finnur Helmsdal        | 1990              | 1991              |
| 8.  | Jan Kaczyński          | 1991              | 1992              |
| 9.  | Jógvan Norðbúð         | 1992              | 1994              |
| 10. | Petur Mohr             | 1994              | 1996              |
| 11. | Christian Tranbjerg    | 1996              | 1997              |
| 11. | Jógvan Martin Olsen    | 1996              | 1997              |
| 12. | Mihajlo Djuran         | 1997              | 1998              |
| 12. | Jóhan Nielsen          | 1997              | 1998              |
| 13. | Petur Simonsen         | 1998              | 1999              |
| 14. | Bjørn Krog             | 1999              | 2000              |
| 15. | Jóannes Jakobsen       | 2000              | 2002              |
| 16. | Frank Skytte           | 2002              | 2003              |
| 16. | Ingolf Petersen        | 2002              | 2003              |
| 17. | Petur Mohr             | 2003              | 2004              |
| 18. | Petur Mohr             | 2004              | 2005              |
| 18. | Trygvi Mortensen       | 2004              | 2005              |
| 19. | Julian Johnsson        | 2005              | 2006              |
| 20. | Jóannes Jakobsen       | 2006              | sierpień 2006     |
| 21. | Bill Mc. Leod Jacobsen | sierpień 2006     | 2007              |
| 22. | Ingolf Petersen        | 2007              | 2008              |
| 22. | Rúni Nolsøe            | 2007              | 2008              |
| 23. | Bill Mc. Leod Jacobsen | 2008              | listopad 2011     |
| 24. | Pauli Poulsen          | listopad 2011     | wrzesień 2012     |
| 25. | Bill Mc. Leod Jacobsen | wrzesień 2012     | 2013              |
| 26. | Øssur Hansen           | 2013              | listopad 2013     |
| 27. | Jógvan Martin Olsen    | listopad 2013     | 2015              |
| 28. | Súni Fríði Barbá       | 2015              | październik 2015  |
| 29. | Páll Guðlaugsson       | październik 2015  |                   |

## Statystyki
- Liczba sezonów w najwyższej klasie rozgrywkowej: 31 (1981-2004, 2006, 2008-2012, 2014, 2016–nadal)[4]
- Pierwsze zwycięstwo w najwyższej klasie rozgrywkowej: 10 maja 1981 B36 Tórshavn - B68 Toftir 0:4[11]

## Europejskie puchary
Legenda do wszystkich tabel:
- Q – runda eliminacyjna, 1/16, 1/8, 1/4, 1/2 – odpowiednia faza rozgrywek, Grupa – runda grupowa, 1r gr – pierwsza runda grupowa, 2r gr – druga runda grupowa, F – finał, R – runda, PO – play-off
- k. – rzuty karne, los. – losowanie, Dogr. – dogrywka, w. – zasada bramek strzelonych na wyjeździe

| Sezon   | Rozgrywki        | Runda   | Klub             | Dom | Wyjazd | Ogólnie    |
| ------- | ---------------- | ------- | ---------------- | --- | ------ | ---------- |
| 1993/94 | Liga Mistrzów    | Q       | Croatia Zagrzeb  | 0–5 | 0–6    | 0–11       |
| 1996    | Puchar Intertoto | Grupa 2 | LASK Linz        | 0–4 |        | 5. miejsce |
| 1996    | Puchar Intertoto | Grupa 2 | Apollon Limassol |     | 1–4    | 5. miejsce |
| 1996    | Puchar Intertoto | Grupa 2 | Werder Brema     | 0–2 |        | 5. miejsce |
| 1996    | Puchar Intertoto | Grupa 2 | Djurgården       |     | 1–5    | 5. miejsce |
| 2001    | Puchar Intertoto | 1R      | KSC Lokeren      | 2–4 | 0–0    | 2–4        |
| 2002    | Puchar Intertoto | 1R      | St. Gallen       | 0–6 | 1–5    | 1–11       |
| 2004/05 | Puchar UEFA      | 1Q      | Ventspils        | 0–3 | 0–8    | 0–11       |